# Benjamín Aceval (Paraguay)

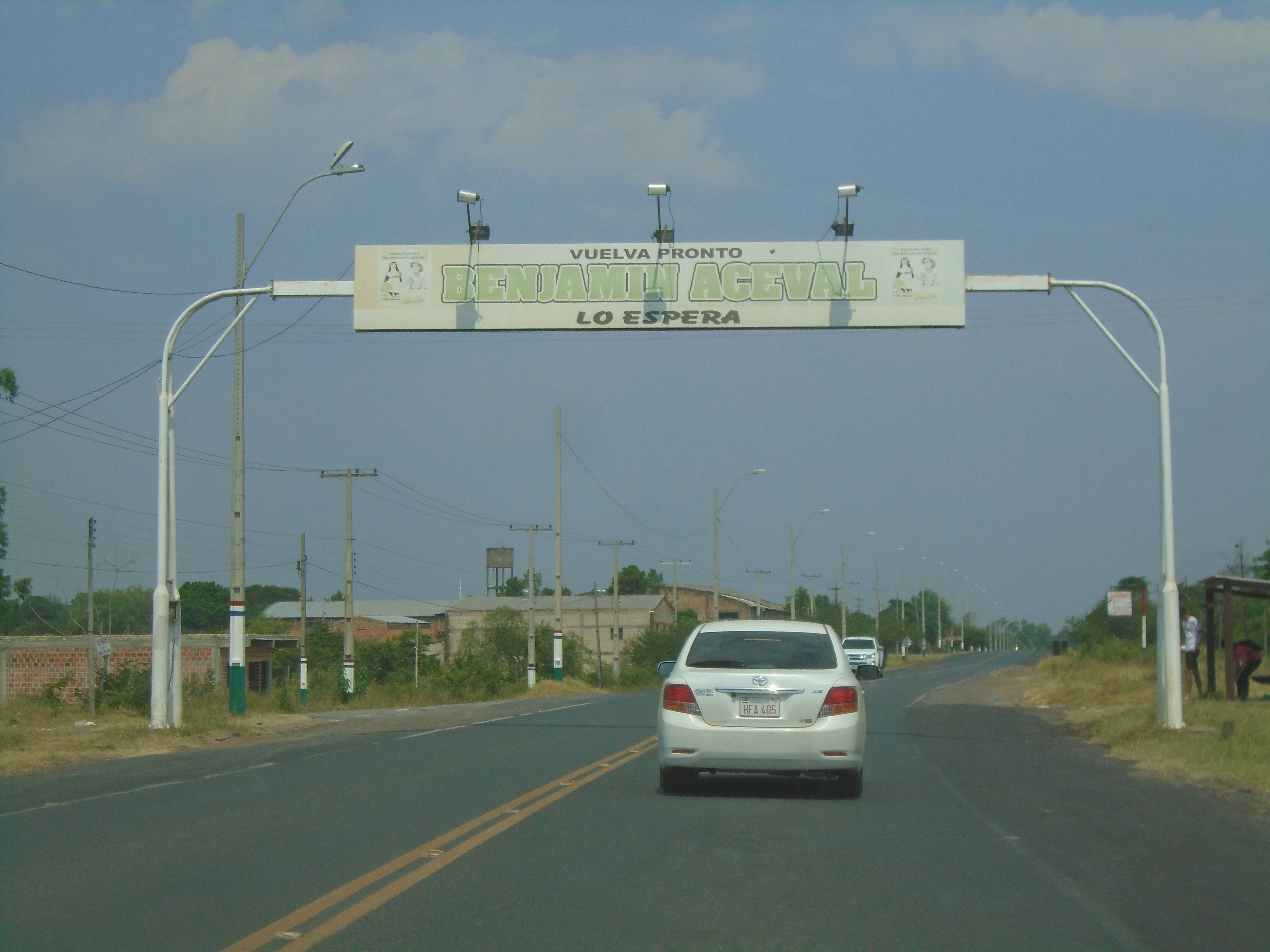
Salida de Benjamín Aceval por la Ruta Nacional PY09 "Trans-Chaco".

Benjamín Aceval es un municipio paraguayo del departamento de Presidente Hayes, ubicada a unos 42 km al norte de la capital paraguaya. 

## Toponimia
Lleva el nombre del diplomático paraguayo Benjamín Aceval, que llevó los documentos al presidente Rutherford B. Hayes, quien dio el fallo arbitral (Laudo de Hayes) a favor del Paraguay respecto del Chaco Boreal luego de la guerra de la Triple Alianza.

## Historia
Fundada el 30 de abril de 1859. Los primeros pobladores del lugar la llamaron Monte Sociedad siendo extranjeros que se desplazaron desde Nueva Burdeos (hoy Villa Hayes). En 1879 el Presidente Cándido Bareiro encomienda al suizo Santiago Schaerer la organización y el desarrollo de la nueva colonia que pasa a denominarse Villa Hayes para lo cual trae inmigrantes de Suiza e Italia, luego el nombre sería transferido a la antigua Villa Occidental en homenaje al Presidente Hayes cuyo laudo arbitral fue favorable al Paraguay.
En 1940 se crea el Distrito por Ley 436 del 6 de octubre. 

## Clima
La temperatura en verano llega a los 40 °C y en invierno a 4 °C. La media es de 28 °C. Estas temperaturas son medidas a la sombra. La humedad relativa no es alta y en tiempo seco esta en 40%.

## Demografía
Benjamín Aceval cuenta con 22 008 habitantes, según datos del censo paraguayo de 2022.

## Economía
Es el distrito con más actividad agropecuaria del departamento de Presidente Hayes, con extensas plantaciones de caña dulce, posee el único ingenio de azúcar del Chaco, que produce azúcar orgánica. Se destaca la fabricación de miel de caña.
Además, existen industrias avícolas y lácteas. La fábrica de lácteos, produce leche pasteurizada, yogur, dulce de leche, queso y derivados lácteos. Los pollos criados en la granja son especialmente para consumo en el mercado capitalino.
Un aserradero ubicado en la zona exporta sus maderas a Europa.

## Cultura
La antigua fábrica de azúcar, de alrededor del año 1800, es muy interesante para ser visitada por los turistas. Los indígenas Pueblo toba asentados en la compañía Cerrito, se dedican a la artesanía en fibras vegetales, elaboran bolsos, mochilas, cintos, entre otros objetos. También se dedican a la artesanía en barro. La exposición de las artesanías se realiza a 2 km del centro urbano de Benjamín Aceval. Su idioma es de la familia lingüística guaycuru. Se administran por medio de líderes locales, algunos destacados entre ellos son Francisco Cáceres y el ya fallecido Tito Recalde.
La fiesta patronal se celebra el 30 de agosto, día de Santa Rosa de Lima, patrona de Benjamín Aceval. El 8 de diciembre en la compañía Cerrito, se celebra la fiesta de la Inmaculada Concepción. También están las iglesias cristiana OASIS , y en 1985 se estableció La Iglesia De Jesucristo de los Santos de los Últimos Días (mormón) por misioneros elder José Pinto y Elder Nefi Pantoja y una iglesia adventista otras de la Asamblea de Dios entre otros